# Kuzma
Kuzma es una localidad de Croacia en el municipio de Voćin, condado de Virovitica-Podravina.

## Geografía
Se encuentra a una altitud de 257 m s. n. m. a 162 km de la capital nacional, Zagreb.

## Demografía
Para la fecha del censo 2011 la localidad se encontraba deshabitada.
| Gráfica de población de Kuzma 1857-2011                             |
|                                                                     |
| Según los censos de población de la oficina estadística de Croacia. |